# Clandestino – Das organisierte Verbrechen am Amazonas
Clandestino – Das organisierte Verbrechen am Amazonas (Originaltitel Amazonas Clandestino) ist eine spanische Dokureihe des Fernsehsenders DMAX und wurde als Clandestino – Undercover in der Unterwelt fortgesetzt. Beide Serien wurden von dem Reporter David Beriáin moderiert, der im April 2021 bei einem Anschlag ums Leben kam. Die Produktion von 93 Metros, 7 y acción und La Claqueta erschien in Spanien ab dem 10. März 2015 bei DMAX und wurde in Deutschland ab dem 22. April 2016 auf dem Discovery Channel ausgestrahlt. Ab dem 9. November 2020 wurde sie mit dem Titel Unter Gangstern auf ZDFinfo ausgestrahlt.

## Inhalt
Der Reporter David Beriáin reist nach Amazonien in Südamerika, um die aus der dortigen Armut resultierenden gängigsten kriminellen Aktivitäten zu untersuchen. In den peruanischen Anden verfolgt Beriáin die Herstellung und den Schmuggel von Kokain und erhält Informationen aus erster Hand von Koka-Bauern, Sicarios und Schmugglern. Des Weiteren führt ihn sein Weg nach Bolivien, wo er an der Seite der Spezialeinheit „Garras Del Valor Bolivia“ den Kampf gegen den dortigen Schmuggel verfolgt. In Brasilien trifft er schließlich auf Mitglieder der „Família do Norte“, die dort einen großen Teil des Drogenhandels kontrolliert.
Die illegale Abholzung des tropischen Regenwaldes am Amazonas ist ein profitables Geschäft und Beriáin trifft dort sowohl auf Holzfäller als auch auf Umweltschützer und begleitet Einsatzkräfte des IBAMA und die örtlichen Munduruku bei ihren Anstrengungen gegen die illegale Abholzung.
In der peruanischen Region Madre de Dios und in Ecuador beleuchtet Beriáin die Zerstörung und Verseuchung des Gebiets, die der illegale Goldabbau hervorbringt. Dabei begleitet er Goldschürfer, Goldwäscher und die Peruanische Marine. Auch im Süden Venezuelas begleitet er Goldschürfer bei ihrer illegalen Suche und trifft auf Bandenmitglieder, die in Goldminen für Ordnung sorgen.
An der Seite der „Fuerza de Tarea Júpiter“ begibt sich Beriáin nach Kolumbien in die Provinz Caquetá, wo gezielt Cocasträucher vernichtet werden, durch die sich die Guerillabewegung FARC zum Teil finanziert. Unter strengen Sicherheitsvorkehrungen trifft sich Beriáin mit FARC-Mitgliedern in einem verborgenen Lager und erhält Einblick in die Sichtweise und den Alltag jenes FARC-Blocks.

## Episodenliste
| Nr. (ges.) | Nr. (St.) | Deutscher Titel      | Originaltitel                   | Erstausstrahlung Spanien | Deutschsprachige Erstausstrahlung (D/A/CH) |
| ---------- | --------- | -------------------- | ------------------------------- | ------------------------ | ------------------------------------------ |
| 1          | 1         | Das Tal des Kokains  | El valle de la cocaina          | 10. März 2015            | 3. Juli 2016                               |
| 2          | 2         | Der Weg des Kokains  | Los tentáculos del narcotráfico | 17. März 2015            | 3. Juli 2016                               |
| 3          | 3         | Tränen des Waldes    | El llanto de la selva           | 24. März 2015            | 22. Apr. 2016                              |
| 4          | 4         | Der Fluch des Goldes | La maldición del oro            | 31. März 2015            | 22. Apr. 2016                              |
| 5          | 5         | Die Gold-Mafia       | La mafia del oro                | 7. Apr. 2015             | 22. Apr. 2016                              |
| 6          | 6         | Die FARC-Guerilla    | La Colombia de las FARC         | 14. Apr. 2015            | 10. Juli 2016                              |